# Stargate: Infinity
Stargate: Infinity – serial animowany produkcji amerykańskiej. Emitowany od 2002 na kanale FOX.

## Fabuła
Akcja serialu toczy się 30 lat po pierwszym otwarciu wrót w SGC. Tajemnicze stworzenie Draga zostaje odkryte w starożytnej egipskiej mumii. SGC chce odesłać je na rodzinną planetę, ale jest ono ścigane przez obcą rasę i łowców nagród.
Weteran programu Gwiezdnych Wrót Gus Bonnera, opiekun czterech kadetów z Akademii Stargate i tajemniczy obcy zostają zdradzeni i niesłusznie oskarżeniu o zdradę, co uniemożliwia im powrót na Ziemię. Bohaterowie odkrywają nowe światy i kultury, muszą również odnaleźć inną drogę do domu.

## Epizody
1. Decision
2. Double Duty
3. The Best World
4. Coming Home
5. Mentor
6. Hot Water
7. Phobia
8. Can I Keep It?
9. Who Are You?
10. Greed
11. Stones
12. Initiation
13. The Mother of Invention
14. Reality
15. Museum
16. Us and Them
17. The Face of Evil
18. The Key
19. Chariot of the Sun
20. The Answer
21. The Look
22. Feet of Clay
23. The Natural
24. Big Mistake
25. The Illustrated Stacey
26. The Long Haul

## Obsada (Głos)
Reżyseria:
- Will Meugniot

Scenariusz:
- Randy Littlejohn
- Craig Miller
- Katherine Lawrence
- Brooks Wachtel

Produkcja:
- Eric Lewald
- Michael Maliani

Muzyka:
- Jean-Michel Guirao

Obsada:
- Dale Wilson – Gus Bonner
- Mark Hildreth – R.J. Harrison
- Mackenzie Gray – Pahk'kal
- Kathleen Barr – Draga
- Moneca Stori – Kreeda
- Lee Tockar
- Cusse Mankuma – Ec'co
- Jim Byrnes
- Bettina Busch – Seattle Montoya
- Mark Archeson – Da'Kyll
- Blu Mankuma
- Kimberly Hawthorne
- Ron Halder